# Puerto Mitre
Puerto Mitre (en inglés: Port Howard) es un poblado de la costa oriental de la isla Gran Malvina del archipiélago de las Malvinas, que según la Organización de las Naciones Unidas (ONU), está en litigio de soberanía entre el Reino Unido, quien la administra como parte del territorio británico de ultramar de las Malvinas, y la Argentina, quien reclama su devolución, y la integra en el departamento Islas del Atlántico Sur de la provincia de Tierra del Fuego, Antártida e Islas del Atlántico Sur.
Es el mayor establecimiento de la isla Gran Malvina, excepto que Bahía Fox sea tomado como un único establecimiento. Se halla en el este de la isla, en una entrada del estrecho de San Carlos, en las faldas del monte María (parte de las montañas Hornby). Se ubica también al noroeste de la isla Cisne y al oeste de la punta Escarpada.

## Características
Puerto Mitre es el centro de una estancia ovina de unas 80 000 ha (200 000 acres), con 22 residentes permanentes y más de 42 000 ovejas. Cada tres años, Puerto Mitre es sede de un torneo de esquiladores. 
El establecimiento tiene dos pistas aéreas que reciben vuelos regulares desde Puerto Argentino/Stanley, y es también la terminal occidental del nuevo ferry Este-Oeste. En los últimos 15 años el gobierno británico de las Malvinas ha construido una red de carreteras utilizables todo el año en la isla Gran Malvina. Las atracciones en el establecimiento incluyen un campo de golf, un vado, un museo sobre la guerra de 1982 y un gran galpón para esquila de ovejas. Hay también una lechería y alojamientos para turistas.
El río Warrah y el río Chartres son puntos de pesca cercanos.

## Historia
Port Howard fue fundado por James Lovegrove Waldron y su hermano en 1866 (siendo la estancia más antigua de la isla Gran Malvina); los hermanos Waldron posteriormente partieron hacia la Patagonia, pero continuó la explotación de la granja localmente. En 1986 fue comprada por Robin y Rodney Lee, quienes permitieron a la población local comprar acciones.
En 1956 JL Waldron Ltd construyó una escuela en Puerto Howard.
Hay allí un edificio de interés histórico, el Mount Rosalie Dip.

### Guerra de las Malvinas
Durante la guerra de las Malvinas, el 10 de mayo de 1982 se libró un combate naval menor en aguas próximas a Puerto Mitre, que culminó con el trágico hundimiento del buque argentino ARA Isla de los Estados por parte de la fragata británica HMS Alacrity.  En esta acción fallecieron 22 hombres en total.
Asimismo, el Ejército Argentino estableció una fuerza de tareas compuesta por el Regimiento de Infantería 5 al mando del coronel Juan Ramón Mabragaña.
El 10 de junio una patrulla de la Compañía de Comandos 601 derrotó a una patrulla del Servicio Aéreo Especial que tenía un puesto de observación en Puerto de los Brazos. Los militares argentinos mataron al capitán Gavin John Hamilton y capturaron a un suboficial británico.
La fuerza se rindió al HMS Cardiff el 15 de junio de 1982. Un pequeño museo fue creado en un galpón, que contiene un número de objetos dejados por las tropas argentinas, incluyendo un asiento eyector.

## Población
Puerto Mitre es el mayor asentamiento de Gran Malvina (excepto que los dos asentamientos de Bahía Fox sean tomados como un único establecimiento), el segundo del Camp y el tercero del archipiélago de las Malvinas, después de Pradera del Ganso y Puerto Argentino/Stanley. Cuenta con 22 habitantes (2012), lo que representa un incremento del 9 % frente a los 20 habitantes (2001) del censo anterior. Algunas veces la población se duplica con residentes transitorios.